# Équipe d'Irlande de football australien
 (novembre 2023).
L'équipe d'Irlande de football australien (anglais : Ireland national Australian rules football team, irlandais : foireann peile Astrálach násiúnta na hÉireann) représente l'Irlande (l'Irlande et l'Irlande du Nord) dans le football australien international.
L'Irlande est la deuxième équipe internationale la plus titrée après la Papouasie-Nouvelle-Guinée, ayant remporté la Coupe internationale à deux reprises. L'une des raisons du succès de l'Irlande dans ce sport est due aux similitudes entre le football australien et le football gaélique. Ces similitudes ont conduit à la création du football international, un mélange des deux sports, et de nombreux footballeurs gaéliques jouant pour des clubs de l'Australian Football League (AFL), surnommée « l'expérience irlandaise » (Irish experiment).
L'Irlande compte également une équipe féminine, qui a remporté la Coupe internationale féminine à deux reprises, faisant de l'Irlande l'équipe féminine la plus titrée du tournoi.